# GNOME Builder
O GNOME Builder é um ambiente de desenvolvimento integrado (IDE) de propósito geral para a plataforma GNOME, projetado principalmente para auxiliar na criação de aplicações baseadas no GNOME. Ele foi lançado inicialmente em 24 de março de 2015, substituindo o Anjuta.

## Recursos
O GNOME Builder tem como público-alvo os desenvolvedores de "Aplicações GNOME" desde o seu início e visa integrar-se bem com outras ferramentas de desenvolvimento do desktop GNOME.
- Suporte integrado para o GNOME Devhelp.
- O sistema de controle de versão git pode ser usado para destacar adições e alterações no código.
- Suporte para desenvolvimento de aplicações Flatpak.
- Realce de sintaxe para muitas linguagens de programação usando GtkSourceView.
- A conclusão de código está disponível para linguagens C (C, C++, etc.), Python e Rust, com outras linguagens em desenvolvimento.
- Plugins que podem ser escritos em C, Python 3 ou Vala.
- Suporte básico para muitas linguagens de programação e oferece recursos adicionais para linguagens suportadas pelo GObject Introspection.

## Desenvolvimento
O desenvolvimento do GNOME Builder foi financiado coletivamente em janeiro de 2015 na plataforma Indiegogo . A campanha atingiu 187% (US$ 56.245) de sua meta de financiamento de US$ 30.000.